# Kyūshū J7W
Chiếc Kyūshū J7W1 Shinden (tiếng Nhật: 震電; phiên âm Hán-Việt: Chấn điện) là một nguyên mẫu máy bay tiêm kích cánh quạt thử nghiệm Nhật Bản trong Thế Chiến II với thiết kế dạng cánh mũi.

## Thiết kế và phát triển
Theo hệ thống đánh tên máy bay của Hải quân Nhật chữ "J" thể hiện đây là một máy bay chiến đấu dùng trên cạn còn chữ "W" là tên công ty thiết kế nó là  Watanabe Tekkōjo(công ty mẹ của Kyūshū Hikōki K.K.).
Kiểu máy bay này được thiết kế dạng cánh mũi, trong đó cánh nâng chính được gắn lên phần đuôi trong khi các cánh ổn định đặt trước mũi. Động cơ cánh quạt được đặt ở phía sau theo một cấu hình đẩy. Nó được kỳ vọng là một kiểu máy bay tiêm kích đánh chặn có độ cơ động cao, nhưng chỉ có hai chiếc được chế tạo trước khi chiến tranh kết thúc. Một kế hoạch đã được vạch ra cho một phiên bản trang bị động cơ phản lực (J7W2 Shinden Kai), nhưng nó chỉ tồn tại trên bản vẽ.
Kiểu J7W được phát triển cho Hải quân Đế quốc Nhật Bản như là một biện pháp đối phó lại các cuộc không kích của loại máy bay ném bom B-29 Superfortress Hoa Kỳ xuống chính quốc Nhật Bản. Chúng được dự định để hoạt động từ các căn cứ trên đất liền. Thiết kế cánh mũi trước tiên đã được thử nghiệm bằng cách chế tạo một số tàu lượn theo cách sắp xếp này và được đặt tên là MXY6.
Chiếc nguyên mẫu thứ nhất, vốn là chiếc duy nhất từng cất cánh, hiện đang được trưng bày tại Bảo tàng Quốc gia Hàng không và Không gian.

## Các phiên bản
J7W1 Shinden
Nguyên mẫu máy bay tiêm kích đánh chặn. Có hai chiếc được chế tạo.
J7W2 Shinden Kai
Phiên bản cải biến trang bị động cơ phản lực, chỉ là dự án không được thực hiện.

## Các nước sử dụng
Nhật Bản
- Hải quân Đế quốc Nhật Bản

## Đặc điểm kỹ thuật (J7W1)

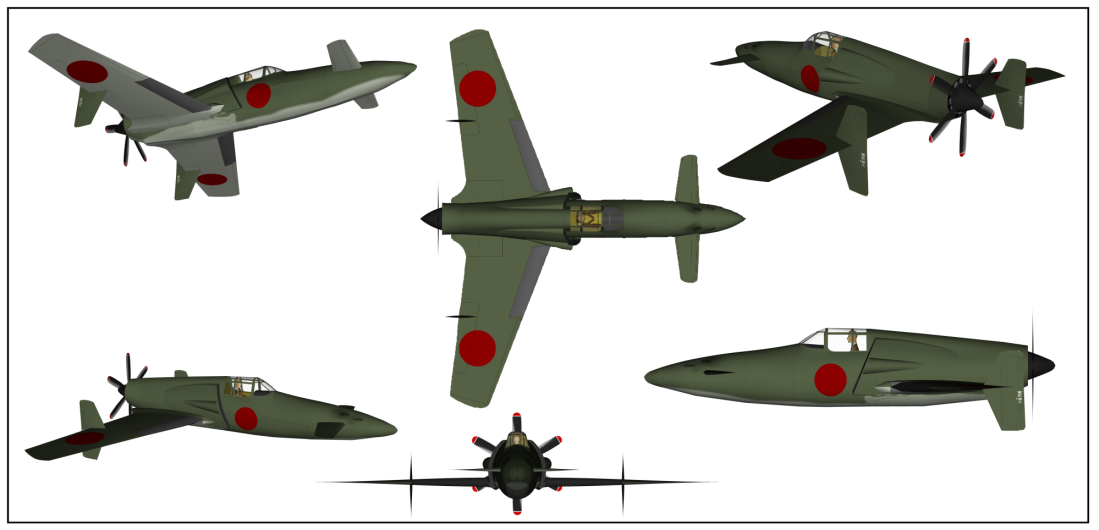
Hình chiếu nhiều góc chiếc J7W1

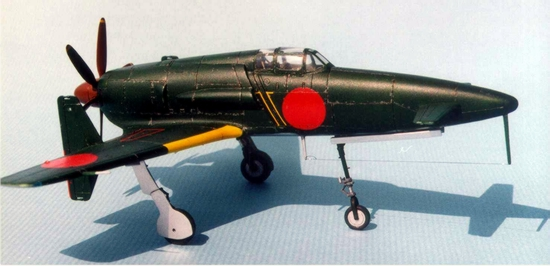
Mô hình chiếc J7W.

### Đặc tính chung
- Đội bay: 01 người
- Chiều dài: 9,66 m (31 ft 8 in)
- Sải cánh: 11,11 m (36 ft 5 in)
- Chiều cao: 3,92 m (12 ft 10 in)
- Diện tích bề mặt cánh: 20,5 m² (220 ft²)
- Lực nâng của cánh: 240 kg/m² (49 lb/ft²)
- Trọng lượng không tải: 3.645 kg (8.019 lb)
- Trọng lượng có tải: 4.928 kg (10.841 lb)
- Trọng lượng cất cánh tối đa: 5.288 kg (11.663 lb)
- Động cơ: 1 x động cơ Mitsubishi Ha-43 12, công suất 2.130 mã lực (1.589 kW).

### Đặc tính bay
- Tốc độ lớn nhất: 750 km/h (469 mph)
- Tầm bay tối đa: 850 km (531 mi)
- Trần bay: 12.000 m (39.360 ft)
- Tốc độ lên cao: 12,5 m/s (2.460 ft/min)
- Tỉ lệ công suất/khối lượng: 0,32 kW/kg (0,20 hp/lb)

### Vũ khí
- 4 x pháo Kiểu 5 30 mm
- Cho đến 120 kg (264 lb) bom

## Nội dung liên quan

### Máy bay liên quan
- MXY6

### Máy bay tương tự
- Ambrosini SS.4
- Saab 21
- Henschel P.75
- XP-55 Ascender
- XP-56 Black Bullet
- Miles Libellula

### Chuỗi định danh
J4M - J5N - J6K - J7W - J8M

### Danh sách liên quan
- Danh sách máy bay chiến đấu
- Danh sách máy bay quân sự Nhật Bản